# Fosse Bernicourt
La fosse Bernicourt de la Compagnie des mines d'Aniche est un ancien charbonnage du Bassin minier du Nord-Pas-de-Calais, situé à Waziers. Un premier puits est commencé en 1877, mais de fortes venues d'eau obligent son abandon en novembre 1867. Il est repris en 1872, grâce au procédé Kind-Chaudron, mais des éboulements se produisent, et il est abandonné à la profondeur de 28 mètres. Un second puits, Bernicourt no 2, est entrepris à quelques mètres par le même procédé, et le niveau des eaux est passé. la fosse entre en exploitation en 1877. Elle est très vite reliée aux fosses Gayant et Notre Dame, et effectue, en plus de l'extraction, des travaux de reconnaissance du gisement. Un incendie survient le 19 janvier 1901 et détruit les installations de surface, la fosse cesse alors d'extraire après avoir produit 763 850 tonnes de houille. Elle assure alors l'aérage pour les fosses Gayant, Notre Dame et Déjardin.
La Compagnie des mines d'Aniche est nationalisée en 1946, et intègre le Groupe de Douai. La fosse est immédiatement fermée, et son puits remblayé.
Au début du XXIe siècle, Charbonnages de France matérialise la tête de puits Bernicourt no 2, et implante une stèle pour indiquer l'emplacement de l'avaleresse Bernicourt no 1. Le seul vestige d'extraction houillère est le terril no 137, partiellement exploité.

## La fosse
Alors que la Compagnie des mines d'Aniche possède déjà deux fosses productives à Waziers, elle entreprend une nouvelle fosse à 700 mètres au nord-est de la fosse Gayant et à 1 200 mètres au nord de la fosse Notre Dame.

### Fonçage
La fosse Bernicourt est commencée en 1966, à l'altitude de 28 mètres. Le diamètre du puits est de 3,24 mètres, la composition du cuvelage est inconnue. Les eaux étant très abondantes, le creusement du puits a été suspendu en novembre 1867, à la profondeur de 28 mètres, une machine puissante n'ayant pas pu épuiser les eaux au-delà de cette profondeur. Le fonçage a été repris en 1872, par le procédé Kind-Chaudron, mais des éboulements se sont produits pendant qu'on cherchait à le déblayer. Le puits est alors abandonné à l'état d'avaleresse, sans avoir atteint le terrain houiller, et sans qu'un étage de recette ne soit établi, il est nommé avaleresse Bernicourt no 1.
Un nouveau puits, Bernicourt no 2, est commencé à proximité immédiate la même année, son diamètre est de quatre mètres, et son cuvelage en fonte de 3,50 à 65,86 mètres. Le procédé Kind-Chaudron est utilisé pour creuser le puits jusqu'à ses 90 mètres. Il atteint le terrain houiller à la profondeur de 153 mètres,, et est profond de 312 mètres.

### Exploitation
La fosse entre en exploitation en 1877,. La machine d'extraction est du système Schulzer-Martin.
Le puits Bernicourt no 2 est destiné à exploiter la partie septentrionale du faisceau, et à explorer le nord de la concession. Il est en relation au sud avec les fosses Gayant et Notre Dame, au nord, son champ d'exploitation s'étend jusqu'à la veine du nord, qui est séparée d'Olympe par un large intervalle stérile, dans lequel on a trouvé plusieurs amas de charbon pulvérulent. Cette dernière veine est affectée, ainsi que deux passées qui l'avoisinent, de plusieurs glissements presque horizontaux, qui la ramènent vers le sud, en profondeur. Au niveau de 308 mètres, on poursuit la bowette au-delà de Veine du nord, pour continuer la reconnaissance du faisceau, et atteindre le prolongement des veines demi-grasses d'Aniche et de la fosse no 1 de l'Escarpelle. Ce travail se présente avec des chances sérieuses de succès, car de ce côté, les terrains sont inclinés de plus de 45° vers le sud. L'intervalle pauvre compris entre Veine du nord et Olympe paraît, d'ailleurs, correspondre à celui qui existe, à l'Escarpelle, entre Veine no 28 et Eugène.

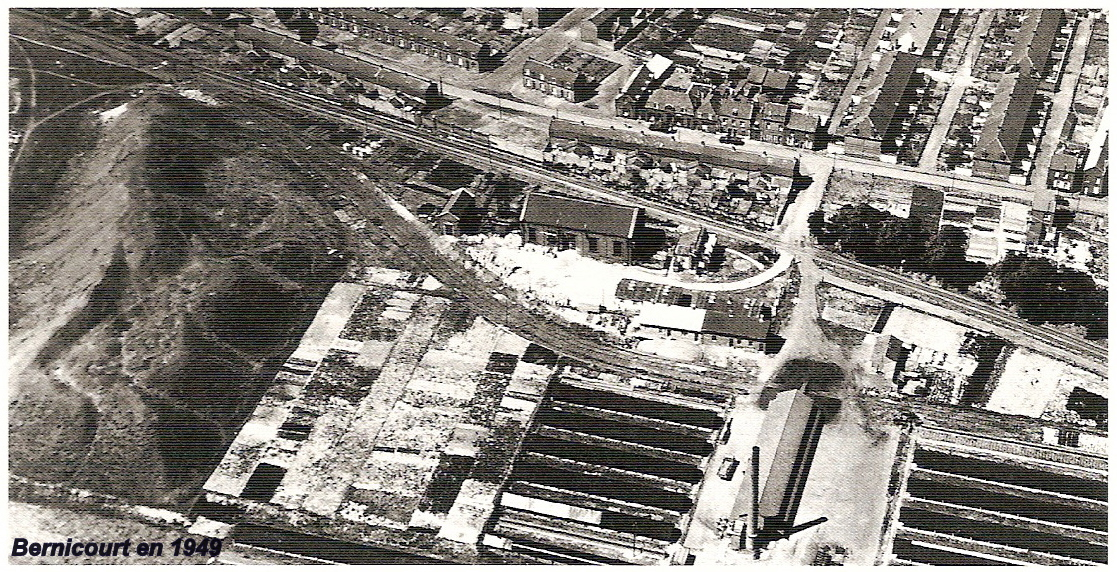
Vue aérienne de la fosse peu après sa fermeture.

Un incendie se déclare au triage le 19 janvier 1901. Celui-ci communique très vite au bâtiment d'extraction, qui s'embrase complètement. Le chevalement en bois s'enflamme à son tour, et ses molettes s'écroulent sur un bâtiment situé du côté du terril. C'est à cette date que la fosse cesse définitivement d'extraire, après avoir produit 763 850 tonnes. Le bâtiment d'extraction est reconstruit, et la fosse dotée d'un nouveau chevalement métallique. Elle ne sert plus qu'à l'aérage des fosses Gayant, Notre Dame et Déjardin, cette dernière est sise 1 580 mètres à l'est-nord-est, à Sin-le-Noble.
La Compagnie des mines d'Aniche est nationalisée en 1946, et intègre le Groupe de Douai. La fosse est alors fermée, et son puits, profond de 315 mètres, remblayé dans l'année. Les accrochages étaient établis à 183, 235, 254 et 308 mètres. Le chevalement est détruit en 1950, le bâtiment des compresseurs vingt-sept ans plus tard,.

### Reconversion
La briqueterie Lamour utilise le carreau de fosse pour y installer ses stocks. Au début du XXIe siècle, Charbonnages de France matérialise la tête de puits Bernicourt no 2. Le BRGM y effectue des inspections chaque année. En revanche, une tête de puits non matérialisée, une stèle, indique l'emplacement de l'avaleresse Bernicourt. Du 3 au 28 mai 2004, Charbonnages de France fait exécuter un sondage de décompression nommé S38 à 175 mètres au nord-nord-est de la fosse. Il atteint la profondeur de 175 mètres, pour un diamètre de 75 millimètres.

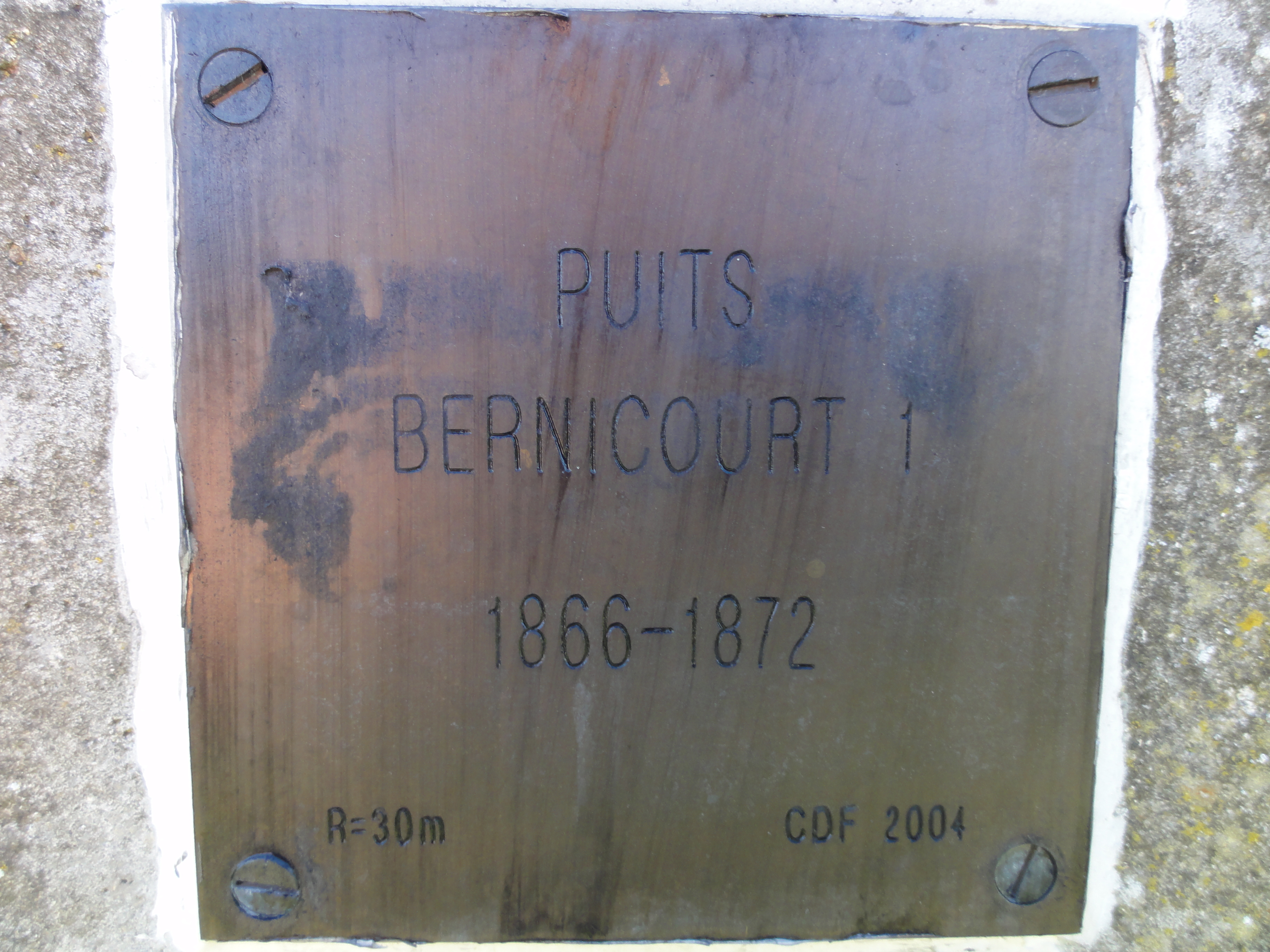
Puits Bernicourt no 1, 1866 - 1872.
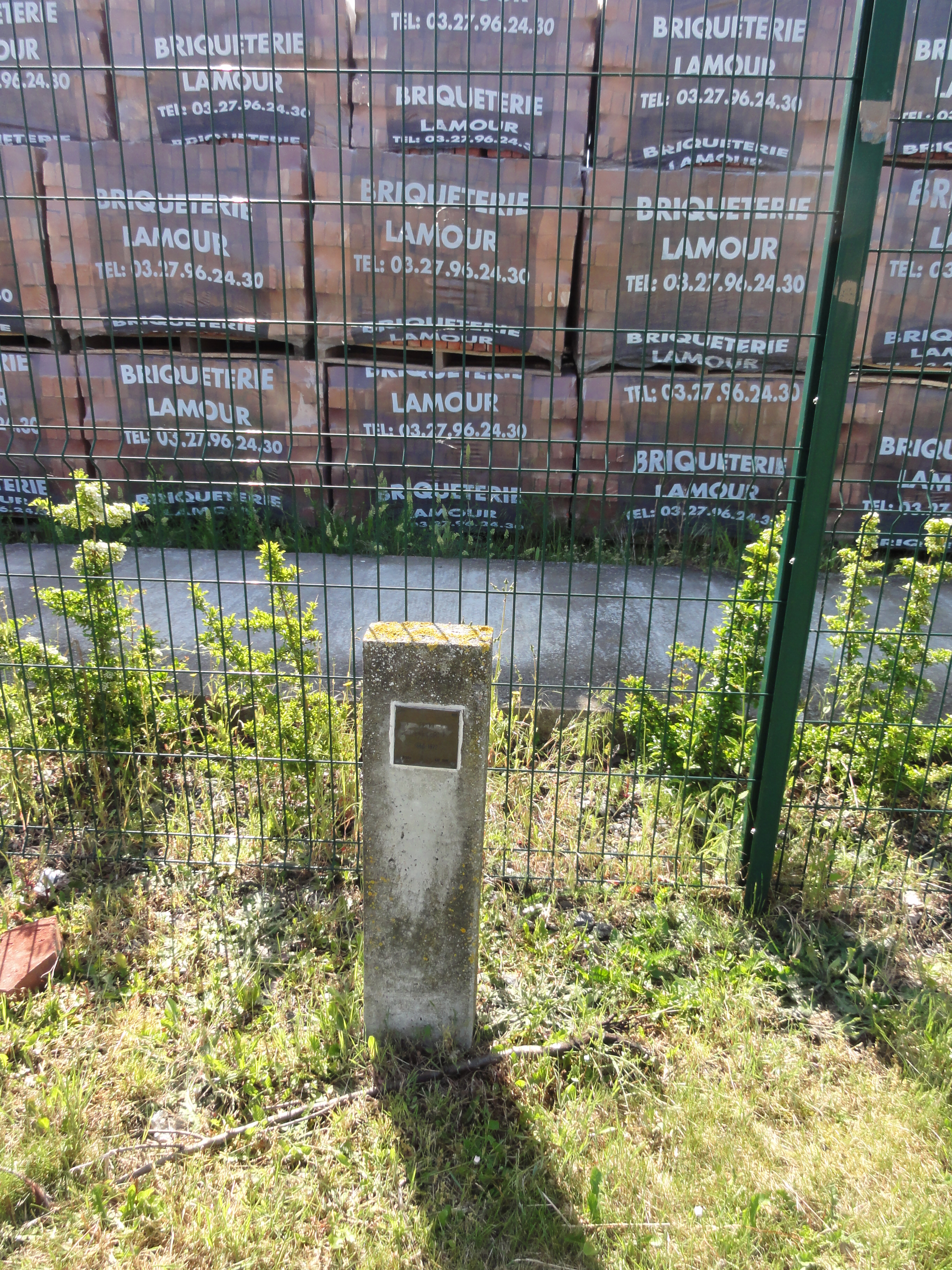
La tête de puits non matérialisée Bernicourt no 1.
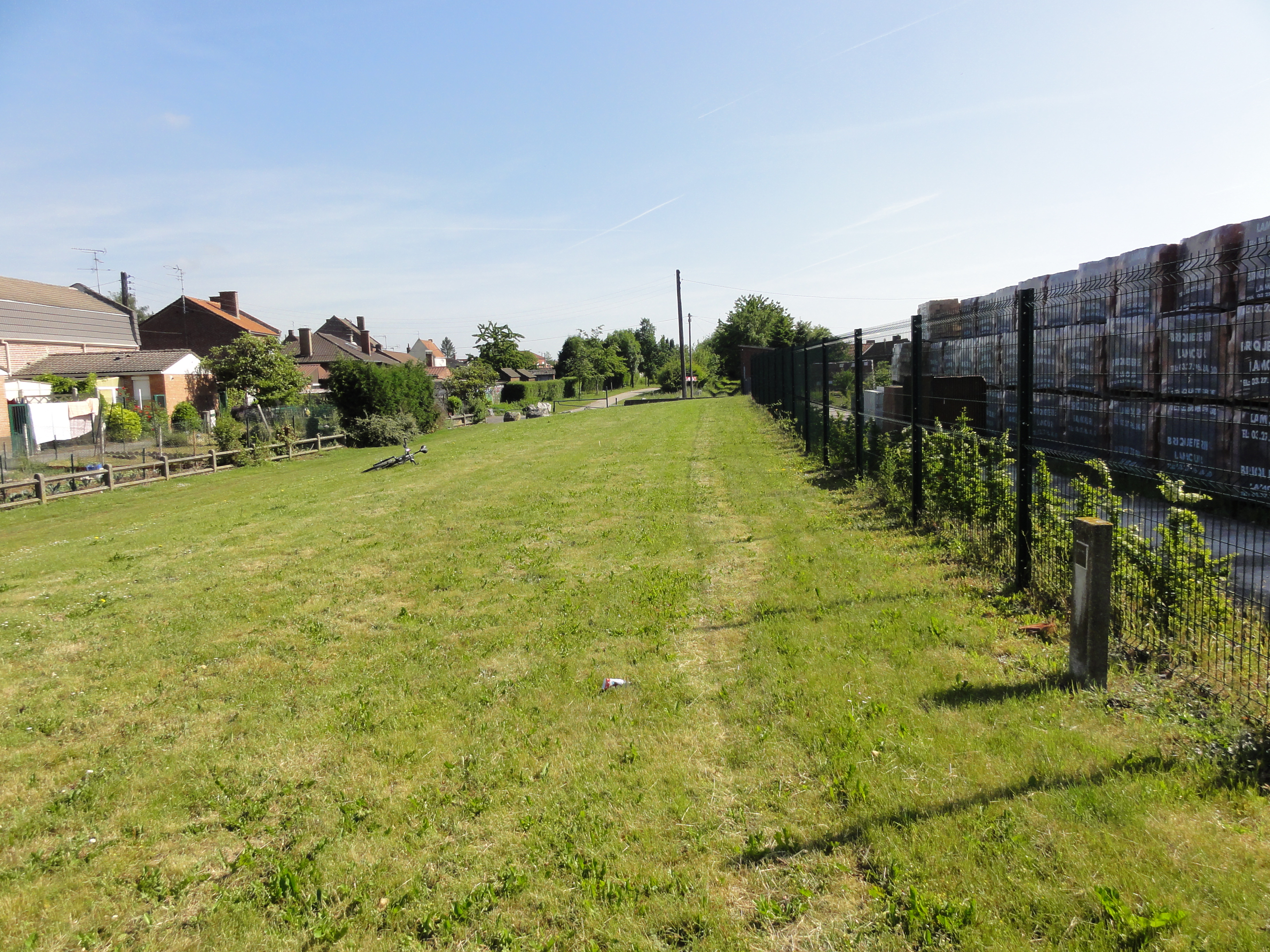
Le puits dans son environnement.
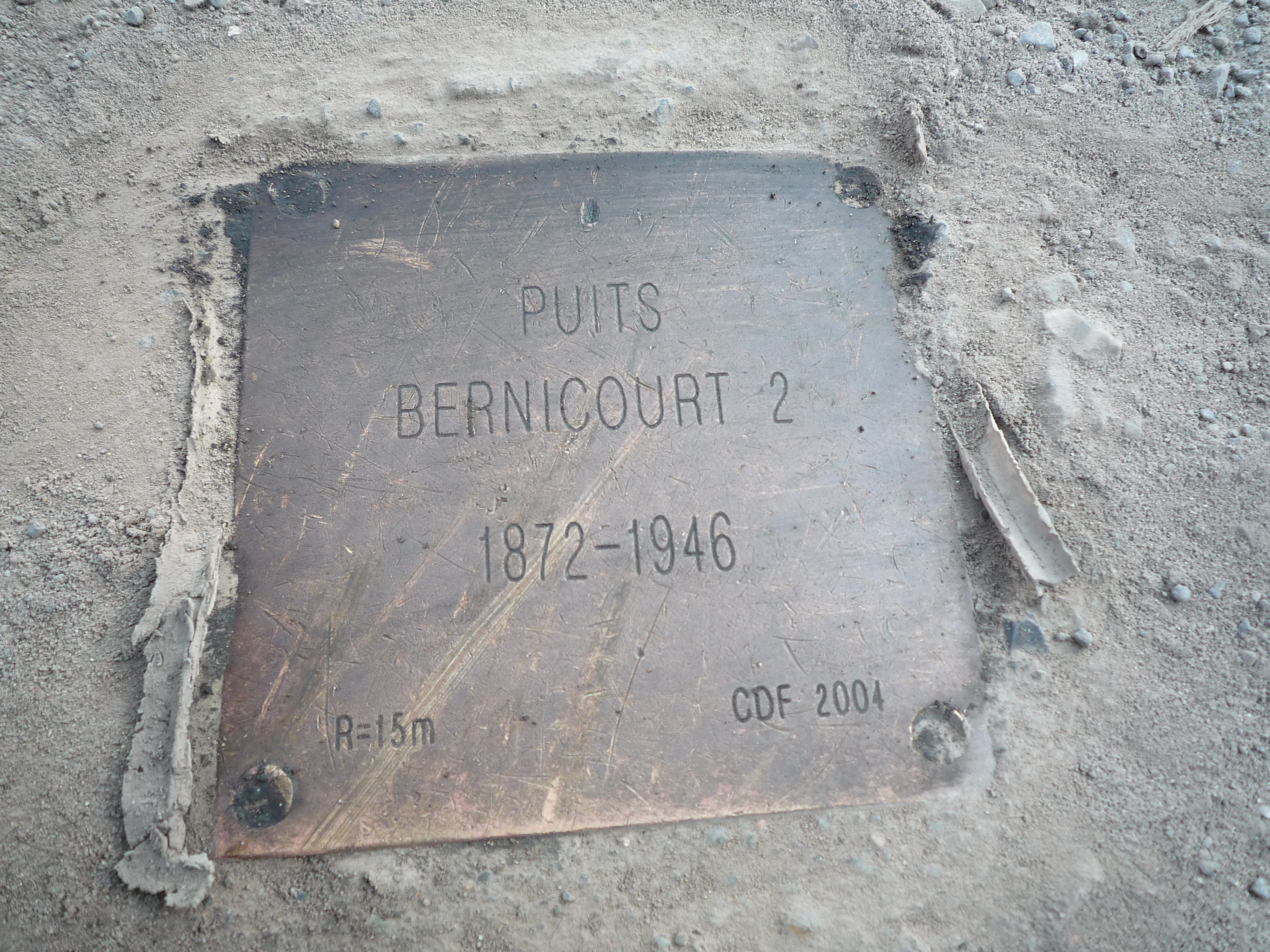
Puits Bernicourt no 2, 1872 - 1946.
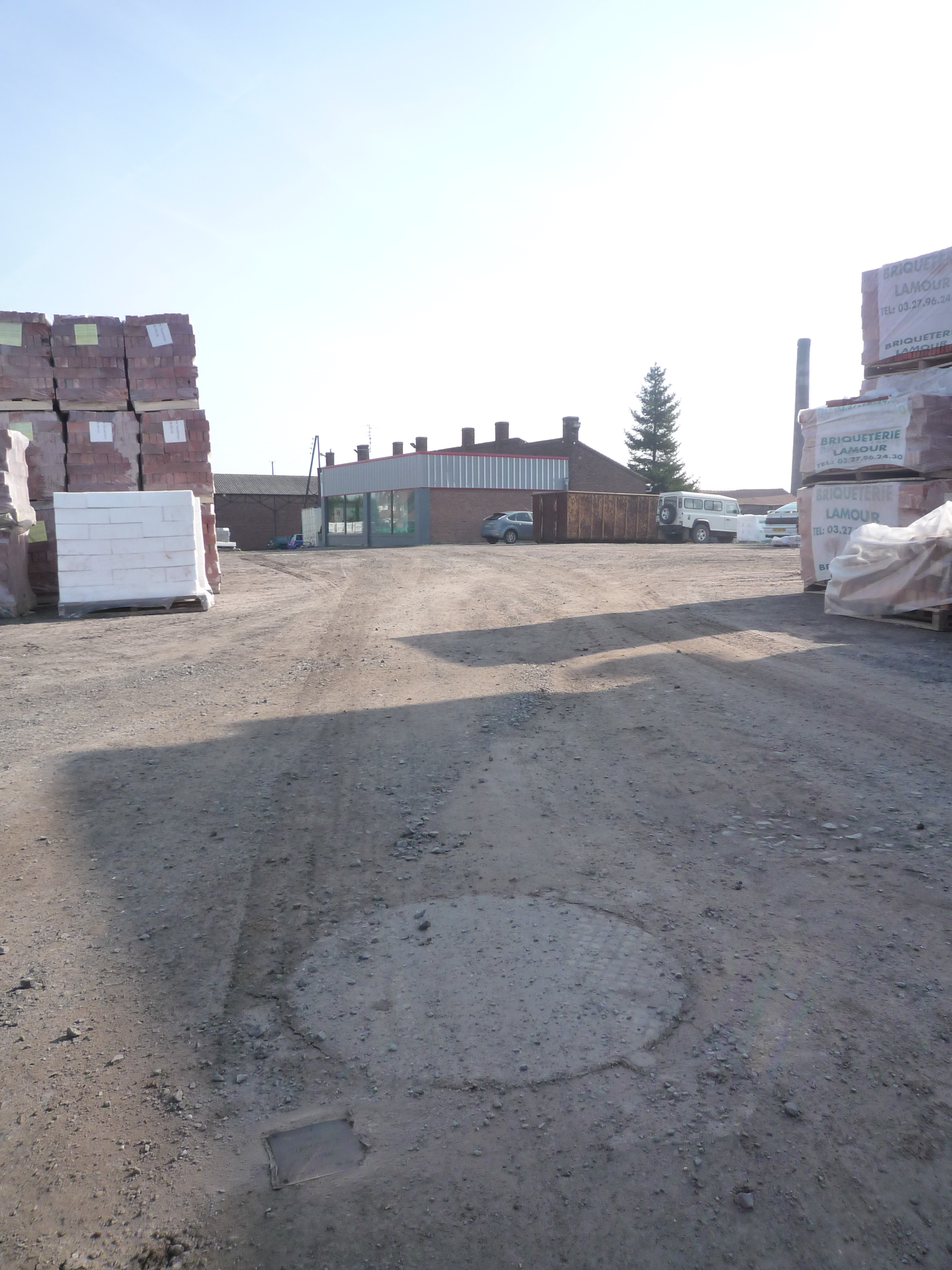
Le puits dans son environnement.
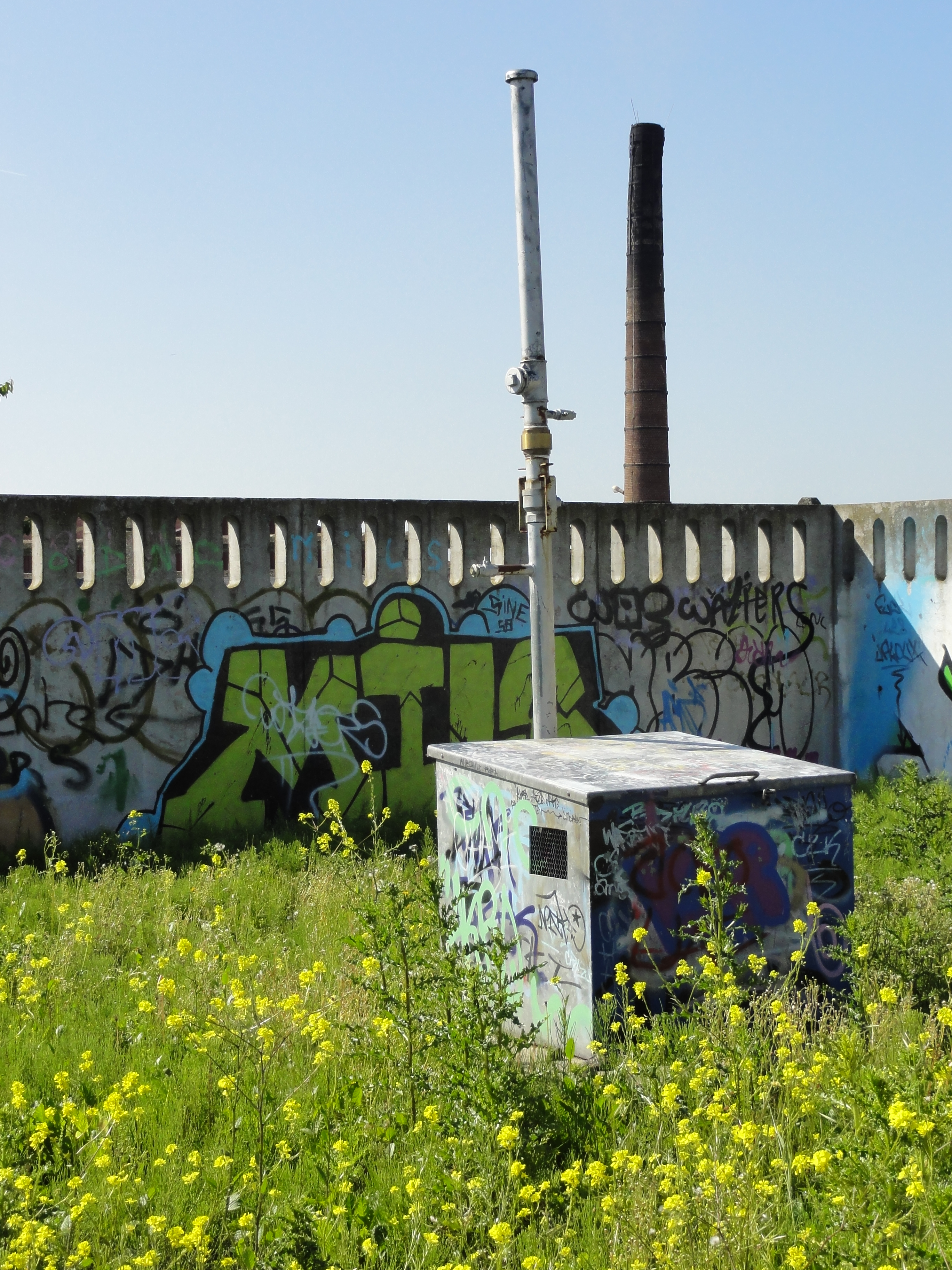
Le sondage de décompression.

## Le terril

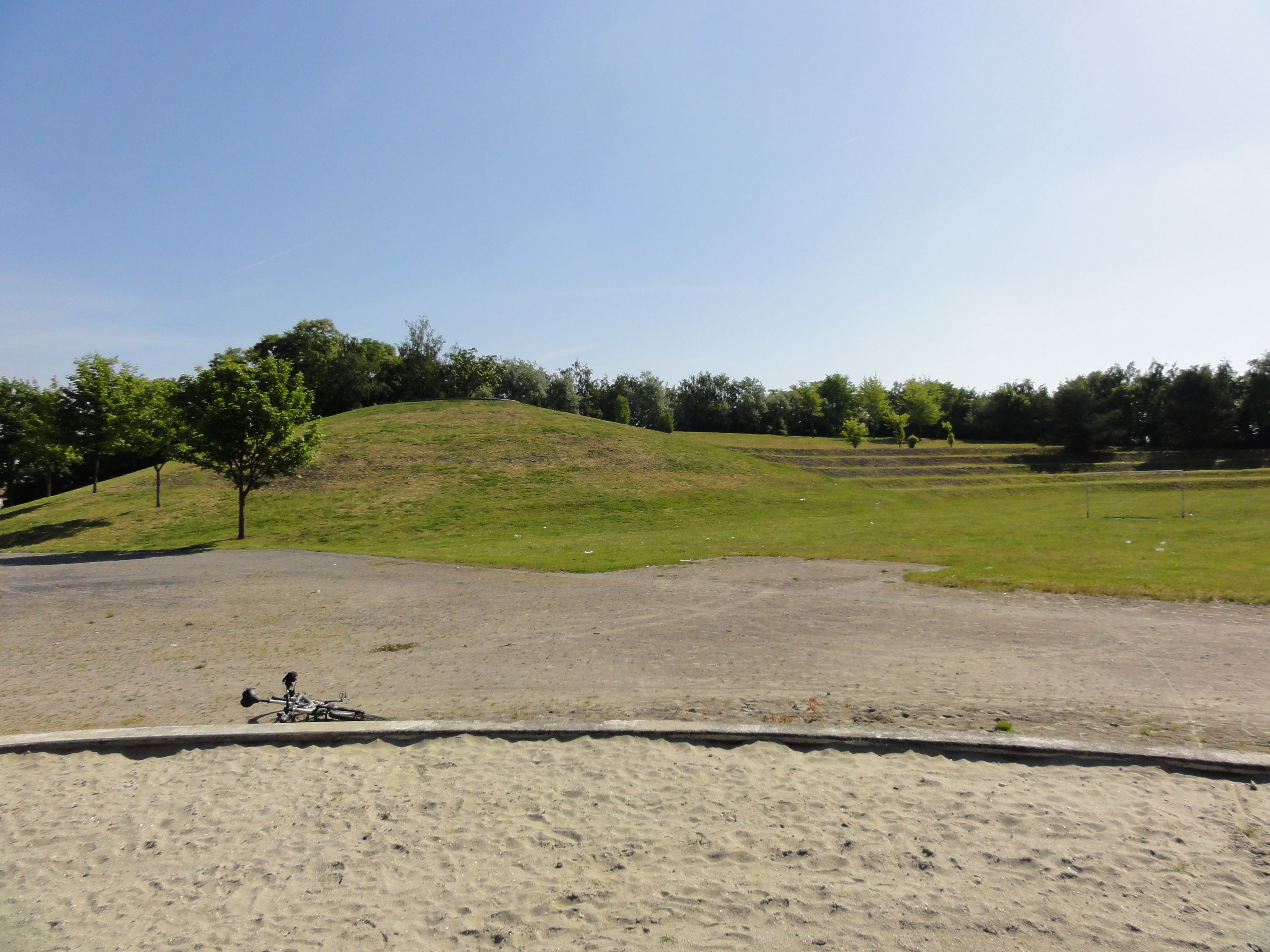
Le terril Bernicourt.

50° 22′ 57″ N, 3° 06′ 44″ E
Le terril no 137, Bernicourt, situé à Waziers, est le terril plat de la fosse Bernicourt des mines d'Aniche. Il a été partiellement exploité et est de dimensions modestes.